# تعلم شغوف
التعلم الشغوف في الذكاء الاصطناعي هو طريقة تعلم يحاول فيها النظام إنشاء دالة هدف عامة مستقلة عن المدخلات أثناء تدريب النظام، على عكس التعلم الكسول، حيث يؤخر التعميم خارج بيانات التدريب حتى يُستعلَم النظامُ. الميزة الرئيسية المكتسبة في استخدام طريقة التعلم الشغوف مثل الشبكة العصبية الاصطناعية هي أن الدالة المستهدفة ستُقرب أثناء التدريب، وبذلك تتطلب مساحة أقل بكثير من استخدام نظام التعلم البطيء. كما تتعامل أنظمة التعلم الشغوف تعلمًا أفضل في حال وجود التشويش في بيانات التدريب. التعلم الشغوف هو مثال على تعلم غير متصل ‏ ، حيث لا يكون لاستعلامات ما بعد التدريب للنظام أي تأثير على النظام نفسه، ولذلك فإن نفس الاستعلام للنظام سيؤدي دائمًا إلى نفس النتيجة.
العيب الرئيس في التعلم الشغوف هو أنه غير قادر عمومًا على إتاحة تقديرات محلية جيدة في الدالة المستهدفة.
| التعلم الشغوف                    | التعلم الكسول                         |
| يُنشأ النموذج في أقرب وقت ممكن    | إنشاء النموذج يُؤخَّر حتى آخر نقطة ممكنة |
| تُستهلك طاقة المعالجة أسرع        | معالجة الطاقة المستهلكة في وقت لاحق   |
| النموذج جاهز للاستعلام مرة واحدة | ينتظر إنشاء نموذج حتى الاستعلام       |

## طالع أيضًأ
- تعلم الآلة
- تعلم كسول